# Anton Herwarth von Bittenfeld
Anton Hans Herwarth von Bittenfeld (né le 30 mai 1841 à Potsdam et mort le 26 août 1923) est un général d'infanterie prussien

## Biographie

### Origine
Issu de la famille noble Herwarth von Bittenfeld, Anton est le fils du maréchal prussien Eberhard Herwarth von Bittenfeld (1796-1884) et de sa seconde épouse Sophie von Scholten (1802-1868), fille du colonel prussien Wilhelm von Scholten (de)

### Carrière militaire
Issu du corps de cadets, Herwarth est affecté le 6 mars 1860 comme sous-lieutenant au 2e régiment à pied de la Garde de l'armée prussienne. En tant qu'adjudant du bataillon de fusiliers, il participe aux batailles de Trautenau, Königinhof et Sadowa en 1866 pendant la guerre contre l'Autriche et est décoré de l'ordre de l'Aigle rouge de 4e classe avec épées. Après la guerre, il est promu premier lieutenant fin octobre 1866 et est commandé au 8e régiment d'artillerie de campagne à partir de la mi-août 1867 pendant un an. À partir de la mi-décembre 1868, il est ensuite affecté à Münster en tant qu'adjudant de la 25e brigade d'infanterie. Après le début de la guerre contre la France, Herwarth est grièvement blessé par des balles dans les deux jambes le 14 août 1870 lors de la bataille de Borny-Colombey.
Décoré de la croix de fer de 2e classe, il est promu capitaine et commandant de compagnie le 26 février 1871. Le 9 novembre 1871, sous la position à la suite de son régiment, Herwarth est nommé adjudant au gouvernement de Berlin et, un an plus tard, remplace le membre de la direction de l'académie de guerre en congé. Transféré début février 1875 à Karlsruhe comme commandant de compagnie dans le 109e régiment de grenadiers (de), Herwarth devient major en février 1880, passe à l'état-major du régiment à la mi-avril 1882 et commande le 2e bataillon pendant quatre ans à partir de mai 1883. En tant que lieutenant-colonel et officier d'état-major régulier, il est ensuite muté à la 3e régiment à pied de la Garde. Promu colonel, Herwarth devint le 27 janvier 1890 commandant du 3e régiment de grenadiers de la Garde. Après avoir été relevé de ce commandement le 25 mars 1893, il est d'abord muté comme major général parmi les officiers de l'armée et nommé le 18 avril 1893 commandant de la 3e brigade d'infanterie de la Garde. Parallèlement, du 24 octobre au 23 novembre 1893, il est chargé des affaires de l'inspection des chasseurs et des tirailleurs. Avec la promotion au grade de lieutenant général, Herwarth est muté le 17 décembre 1896 en tant que commandant de la 12e division d'infanterie à Neisse, puis occupe le même poste à la 17e division d'infanterie à Schwerin du 20 mai 1897 au 8 juin 1900. Il est ensuite nommé général commandant du 15e corps d'armée à Strasbourg et promu général d'infanterie le 12 mai 1901. C'est dans cette position qu'il reçoit en janvier 1903, à l'occasion de la fête de l'Ordre, la Grand-croix de l'ordre de l'Aigle rouge avec feuilles de chêne et épées sur l'anneau. Sous position à la suite du 3e régiment de grenadiers de la Garde, Herwarth est mis à disposition avec sa pension légale le 1er avril 1903, en approbation de sa demande de départ.
Il est chevalier de l'Ordre de Saint-Jean et vit à Wiesbaden après sa retraite.

### Famille
Herwarth se marie le 20 janvier 1874 à Berlin avec Alice von Roy (née en 1852), fille du député Richard von Roy (1816-1889) et de sa femme Joséphine (1828-1897). De leur mariage sont nés deux fils Eberhard (né en 1875) et Fritz (né en 1876).